# Werner Kieser

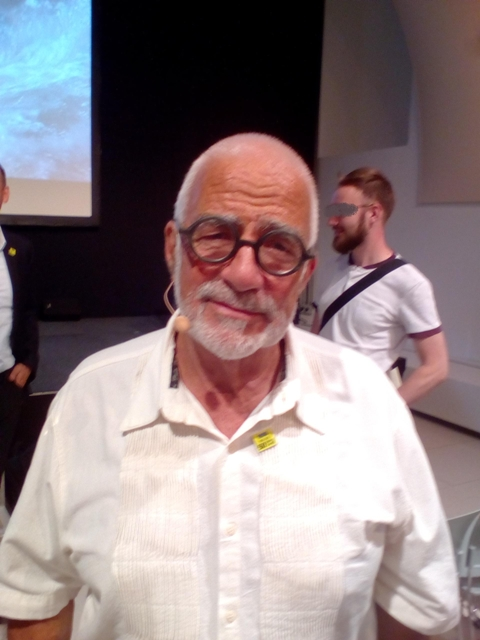
Werner Kieser, 2017

Werner Kieser (* 18. Oktober 1940 in Bergdietikon; † 19. Mai 2021 in Zürich) war ein Schweizer Autor, Unternehmer und Gründer einer Franchise-Kette, der Kieser Training AG, mit über 138 Fitnessstudios vor allem in der Schweiz, in Deutschland und in Österreich.

## Leben
Kieser wurde als Schreiner ausgebildet. In seinem 18. Lebensjahr zog er sich beim Boxen eine Rippenfell-Quetschung zu und lernte dann über einen spanischen Boxkollegen das Krafttraining kennen. Inspiriert durch das erste deutsche Fitnessstudio in Berlin und durch eine Begegnung mit Arthur A. Jones, der als erster Trainingsmaschinen mit einem sich anpassenden Widerstand entwickelt hatte und zu dem Ergebnis kam, dass kurzes, intensives Training zu den besten Resultaten führt, gründete Kieser 1966 sein erstes Kraftstudio in Zürich (ursprünglich an der Grüngasse). 1981 folgen weitere Schweizer Studios auf Franchise-Basis. Sein erster Betrieb in Deutschland wurde 1990 in Frankfurt a. M. gegründet, weitere Studios wurden 1994 in Hamburg, Köln und München eröffnet. Mitte 2007 bestanden in Deutschland 118 und in der Schweiz 19 Kieser Training-Betriebe. Kieser-Training ist auch in weiteren Ländern vertreten. 2017 verkauften er und seine Frau Gabriela Kieser, die mit ihm die Franchise-Kette aufbaute, das Unternehmen.
Von 2000 bis 2006 war er ehrenamtlicher Vereinspräsident der F+F Schule für Kunst und Design. Kieser hat 2011 im Fernstudium den Master of Philosophy der britischen Open University in Milton Keynes erworben. Er bezeichnete sich selbst als „bekehrungsresistenten Atheisten“ und „Individualanarchisten“ und zitierte in Interviews oft den Philosophen Max Stirner.
Werner Kieser war mit der Ärztin Gabriela Kieser verheiratet, das Paar lebte in Zürich und im Val Müstair. Er starb am 19. Mai 2021 in seinem Haus in Zürich im Alter von 80 Jahren an Herzversagen.

## Dokumentationen
- Schwächlinge und der Muskel-Papst: Wie Werner mit dem Schweiss anderer Kies macht. Video in: Reporter vom 13. April 2011 (26 Min., teilweise Schweizerdeutsch)

## Werke (Auswahl)
- Die Seele der Muskeln: Krafttraining jenseits von Sport und Show. Walter Verlag, 1997.
- Leistungsfähiger durch Krafttraining: Eine Anleitung für Fitness-Sportler, Trainer und Athleten. Copypress Verlag, Zürich 1978, ISBN 3-8068-0617-9.
- Ein starker Körper kennt keinen Schmerz: Gesundheitsorientiertes Krafttraining nach der Kieser-Methode. Heyne Verlag, 2003, ISBN 3-453-86899-4.
- Die Entdeckung des Eisens: Stationen meines Lebens. Econ, 2008, ISBN 978-3-430-20047-9 (Autobiografie).
- Kieser-Training für Frauen: Schluss mit Rückenschmerzen – Gezielte Übungen für eine gesunde Muskulatur – Kraft für den Alltag. Trias, 2010, ISBN 978-3-8304-3849-6.
- Franchising – Wachstumschancen für KMU: Ein Leitfaden für Franchisegeber. Gabler, 2010, ISBN 978-3-8349-2508-4.
- Kieser Training für Einsteiger. Heyne Verlag, 2011, ISBN 978-3-453-65017-6.